# Studio B
Studio B, en serbe cyrillique Студио Б, est une radio et une chaîne de télévision locales serbes diffusées à Belgrade, la capitale du pays. Studio B touche environ trois millions de téléspectateurs dans un rayon de 100 km autour de la capitale.
Une des émissions de radio les plus célèbres de Studio B s'intitule Beograde dobro jutro, « Bonjour, Belgrade » ; elle fut créée en 1975. À partir de juillet 1977, elle fut animée chaque matin par le poète et écrivain Duško Radović (1922-1984), qui, par son humour et son esprit satirique, lui donna une grande popularité.